# Ак-Джар (Ат-Башинский район)
Ак-Джар (кирг. Ак-Жар) — село в Ат-Башинском районе Нарынской области Киргизской республики. Административный центр Ак-Джарского аильного аймака. Код СОАТЕ — 41704 220 803 01 0.
Расположено в высокогорной зоне Кыргызстана.

## Население
По данным переписи 2009 года, в селе проживало 3206 человек.
Находится в зоне ожидаемых землетрясений.